# کوه منگرتون
کوه منگرتون (به لاتین: Mangerton Mountain) یک کوه و رشته‌کوه در جمهوری ایرلند است که در شهرستان کری واقع شده‌است. کوه منگرتون ۸۳۸٫۲ متر بالاتر از سطح دریا واقع شده‌است.